# Steingrímur Steinþórsson
Steingrímur Steinþórsson (12 de fevereiro de 1893 – 14 de novembro de 1966) foi um político islandês. Ocupou o cargo de Primeiro-ministro da Islândia de 14 de março de 1950 até 11 de setembro de 1953.